# Atta-hamiti-Inšušinak I.
Atta-hamiti-Inšušinak I. (gesprochen: Atta-hamiti-Inschuschinak ) war ein elamischer König und Zeitgenosse des assyrischen Königs Aššur-bāni-apli. Die genauen Daten seiner Regierungszeit (bei Bleibtreu 653 bis 648 v. Chr.) sind nicht bekannt, sie fällt jedoch in die Epoche nach der Plünderung Susas im Jahr 647 v. Chr. und vor der Eroberung des Neubabylonischen Reiches durch Kyros II. 539 v. Chr.
Die Geschichte von Elam nach der Plünderung von Susa durch die Assyrer im Jahr 647 v. Chr. ist weitestgehend unbekannt. Meist wird davon ausgegangen, dass Elam eine assyrische Provinz und dann eine Provinz des Neubabylonischen Reiches wurde und für immer seine Eigenständigkeit verlor. Neuere Textfunde haben jedoch gezeigt, dass in diesem Zeitraum, vor der Ankunft der Perser, einige Herrscher zu datieren sind, die in Elam offenbar eigenständig regierten, als Erbauer von Tempeln auftraten und sogar Feldzüge führten.
Atta-hamiti-Inšušinak war einer dieser Herrscher. Er ist von den Fragmenten einer Stele bekannt, auf der er sich als Sohn des Huban-tepti und als König von Anschan und Susa bezeichnet. Auf der Stele wird auch von der Fortführung eines Projektes berichtet, das von König Halkataš in der Zeit von Atta-hamiti-Inšušinaks Vater begonnen wurde. Halkataš ist sonst nicht belegt. Es wurde vermutet, dass es sich bei ihm um Humban-Haltaš I. oder Humban-Haltaš II. handelt.